# Haplotrichum chilense
Haplotrichum chilense é uma espécie de fungo pertencente à família Botryobasidiaceae.